# 竞争
竞争是一种广泛存在的现象，是指两方或多方为一个无法讓各方都能同時實現的目标而奋斗，有時一方實現了目標，獲得了收益，而另一方就會承受損失（例如零和博弈）。竞争是许多学科的研究对象。生物学的竞争是生物之間的關係之一。
現代社會經常強調競爭，來自外部的競爭可能帶來內部的合作，研究指出，在面對企業彼此間存在競爭性的環境時，人們會變得更加樂於與同儕合作，「高風險、高收益」的情境會讓人變得更加合作，這被認為是演化心理所致；但內部競爭的效果通常是毀滅性的。研究指出內部競爭往往會演變成職場鬥爭，也會反過來對員工士氣和生產力造成負面影響，並造成工作壓力、職業倦怠等負面影響。
一些看法認為在特定情境下，內部競爭必然是惡性的，像是Tom DeMarco的《怠惰：超越倦怠、忙碌工作，及完全效率的神話》（Slack: Getting Past Burnout, Busywork, and the Myth of Total Efficiency）一書就有段話說「在知識組織中，沒有『良性』競爭這回事，所有的內部競爭都具毀滅性。我們的工作，在本質上是不能由單一個人獨力完成的，知識工作定義上就是合作性的。」（There is no such thing as "healthy" competition within a knowledge organization; all internal competition is destructive. The nature of our work is that it cannot be done by any single person in isolation. Knowledge work is by definition collaborative.）

## 一般意义
不同主体争夺有限资源的过程。如果资源充足，就不存在竞争；如果没有多个主体对资源争夺，也不存在竞争；如果不同主体之间争夺的资源种类不同，也不存在竞争。竞争是事物发展的主要动力，但也會帶來毀滅。
研究指出，在面對企業彼此間存在競爭性的環境時，人們會變得更加樂於與同儕合作，並促進生產力，「高風險、高收益」的情境會讓人變得更加合作，這被認為是演化心理所致；然而這不表示競爭總是有利的，而實際上內部競爭往往會演變成職場鬥爭，也會反過來對員工士氣造成負面影響。內部競爭除了可能減損生產力外，也會讓人變得彼此猜忌、失去互信，甚而彼此算計。像是《商業周刊》曾刊出一篇名為《兩種狀元》的文章，並引用民國六十三年大學聯考社會組榜首馮賢賢的話說：「北一女高中三年，同學之間完全沒有互信，前幾名的學生尤其彼此猜忌，根本沒有學到如何與人相處。」
一種對競爭機制的應用是鯰魚效應，鯰魚效應背後的哲學是透過引入強者，激發團體內部的弱者變強，然而如上所言，內部競爭通常效果非常負面，內部競爭常會導致辦公室政治，而辦公室政治通常會負面打擊員工士氣、摧毀生產力，並造成工作壓力、職業倦怠甚至離職等現象。據一項統計，英國37%的員工認為辦公室政治是造成工作壓力的原因之一，且是所有造成工作壓力的原因中最多人認可的原因。像例如數學家愛德蒙·蘭道在耶路撒冷希伯來大學期間，曾經因為自己成為馬格尼斯和哈伊姆·魏茨曼以及阿爾伯特·愛因斯坦之間爭奪大學控制權的一個棋子而離開耶路撒冷希伯來大學，並回到哥廷根。當時馬格納建議任命蘭道為耶路撒冷希伯來大學校長，但愛因斯坦和魏茨曼支持塞里格·布羅德斯基，而蘭道對如此的爭權奪利感到厭惡（此外當時耶路撒冷的生活條件也不佳，他的家人難以適應），這種對爭權奪利行為的厭惡，也成為他離開耶路撒冷希伯來大學，回到德國哥廷根的主要原因之一。

## 生物學
競爭與互利共生、片利共生、寄生、掠食、跟無所謂狀況（無關係）等等相同等級。當所需要的東西，一般就是指所需要的資源相同或相近時，有時也可能是因為領土（勢力範圍）等問題，甚至是族群中的雌性（配偶），生物彼此便會競爭這一份資源。資源需求越接近的物種，競爭的狀況就越激烈。而且並不只侷限於動物，真菌、細菌的菌落裡，或者是菌與菌之間；植物彼此之間要競爭陽光、空氣、或水、土壤（包含固態附著物）、營養物質等等。養在一起的寵物也可能競爭（食物或主人的愛、關懷與注意力），養在魚缸裡的水草和魚也有可能競爭（氧氣或水、必須礦物質、電解質如磷酸根離子），即便是擁有互利共生關係的生物間也仍然有可能會競爭（比如地衣的藻類和真菌）。這取決於是否彼此之間有共同想要追求的利益。只要一方擁有絕對優勢，勝負幾乎都能很快決定。落敗的一方最糟的下場就是死亡。

## 化學反應
在化學反應中，化學活性相當的物質間，或是在酵素反應中可以多種不同化合物分子都仍和同一個反應位（active site）作用的情況下便會產生競爭。通常由濃度跟物質本性可以決定最後哪一種物質（引發的反應）會占有優勢。可以做實驗結果得知，有時還可以查表。但是很重要的觀念是，即使有一方占了優勢，反應走向可能會趨向某一特定路線，但是化學中反應都是以平衡系統狀況存在。以熱力學觀點而言，一個反應走向是由亂度和自由能所共同決定，而且甚至這兩個特點也有優劣勢之區分。

## 社會科學
精神雷同於生物學上的想法，但是泛指到人與人，團體跟團體之間，甚至是國與國、民族與民族、文化與文化之間。一個家庭裡，兩個以上的小孩，甚至是多於一個人便有可能有競爭的效應出現。這在某些部分很容易和經濟學的概念混在一起，但是事實上仍有應區隔之處。

## 经济学
正如恩格斯所指出的那样：“竞争是经济学家的主要范畴，是他最宠爱的女儿，他始终安抚着她。”（《马克思恩格斯全集》第1卷，611页）市场经济就是竞争经济。竞争不同于竞赛，在于竞争往往是通过削弱他人而非提高自己来取得优势。
倡导竞争的思想贯穿在经济自由主义思想中。早在17世纪法国重农学派的先驱阿吉尔贝尔就提出自由竞争使分工合理分配的思想，古典政治经济学的建立者斯密思想的核心是经济自由和自由竞争。1930年代，凯恩斯在世界经济危机中提出国家干预的经济思想。1960年代，兴起了新自由主义思想，哈耶克是其中的代表人物。当代有代表的竞争理论有张伯伦和琼·罗宾逊的“不完全竞争”理论，克拉克的“有效竞争理论”鲍莫尔的“可竞争市场”理论。
在马克思的经济理论中，对于资本主义的竞争有深刻的分析，但在他们对于未来“自由人联合体”的社会设想中竞争由于人与人的利益的一致而现灭了。他们的这种竞争的思想，导致后来的社会主义国家的经济采取取消竞争的计划经济的模式。从1950年代以来，社会主义国家开始引入竞争的改革探索。1979年中国改革开放的设计师邓小平提出社会主义也可以实行市场经济，中国逐步走上市场竞争的发展道路。
競爭必有決定勝負的條件，將勝利者與失敗者區分開，任何的競爭皆帶有歧視性，如先到先得，有很多餘暇的人就會是勝利者，沒有餘暇的人就會付錢找人排隊代買演唱會門票。